# Eurypoda
Die Eurypoda („Breitfüße“) sind ein Taxon (eine systematische Gruppe) der Vogelbeckensaurier (Ornithischia), das die Stegosauria und die Ankylosauria zusammenfasst. Gemeinsam mit einigen urtümlichen Vertretern bilden sie die Thyreophora.
Die Eurypoda waren schwerfällig gebaute Dinosaurier. Im Gegensatz zu den urtümlicheren Thyreophora bewegten sie sich ausschließlich quadruped (vierfüßig) fort, wobei die Hinterbeine länger als die Vorderbeine waren. Zu den gemeinsamen Merkmalen dieser Tiere zählten die verkürzten Hand- und Fußgelenksknochen, eine Verkürzung des hinter der Hüftpfanne gelegenen Fortsatzes des Darmbeins sowie der Verlust der vierten Zehe. Charakterisiert waren sie durch Knochenplatten (Osteoderme), die bei den Stegosauriern die Form einer Doppelreihe auf dem Rücken und bei den Ankylosauriern einer Panzerung auf der Oberseite des Rumpfes annahm. Die Zähne dieser Tiere waren klein und blattförmig, alle Formen waren Pflanzenfresser.
Die ältesten Funde der Eurypoda stammen aus dem Mitteljura, vor etwa 170 Millionen Jahren, zu den ältesten besser bekannten Vertretern zählt Huayangosaurus. Die Stegosauria hatten ihre Blütezeit im Oberen Jura, starben aber im Lauf der Kreidezeit aus. Die Ankylosauria erschienen im Oberen Jura, erreichten ihren größten Formen- und Artenreichtum aber erst in der Kreidezeit. Am Ende dieser Epoche sind sie wie alle Nicht-Vogel-Dinosaurier ausgestorben.